# Николас, Лоуренс Анвон
Лоуренс Анвон Николас (Анвон Лоуренс; англ. Lawrence Anwan Nicholas; род. 17 мая 2001, Лагос, Лагос) — нигерийский футболист, полузащитник клуба «Фатих Карагюмрюк».

## Биография

### «Тамбов»
Воспитанник академии «Аруна Бабангида» Ибадан. В августе 2019 года футболист перешёл в «Тамбов». В клубе стал выступать за молодёжную команду. За основную команду клуба дебютировал 5 декабря 2020 года в матче против московского «Спартака». Затем продолжил выступать в молодёжном первенстве. В феврале 2021 года вместе с основной командой отправился на тренировочный сбор. Летом 2021 года покинул клуб.

### «Олимп-Долгопрудный»
В июле 2021 года перешёл в клуб «Олимп-Долгопрудный». Дебютировал за клуб 10 июля 2021 года в матче против нижнекамского «Нефтехимика». Первым результативным действием отличился 28 августа 2021 года против московского клуба «Спартак-2», отдав голевую передачу. Футболист сразу же закрепился в основной команде клуба, став одним из ключевых футболистов в стартовом составе. Всего за клуб записал в свой актив 2 результативные передачи.

### «Химки»
В январе 2022 года футболист проходил просмотр в «Химках», отправившись вместе с клубом на сборы. В феврале 2022 года футболист официально подписал с клубом контракт, который рассчитан до конца июня 2024 года. Дебютировал за клуб 26 февраля 2022 года в матче против московского «Динамо», получив на 67 минуте красную карточку. Затем перестал попадать в заявку основной команды клубы. Вернулся в распоряжение клуба лишь в последних матчах Премьер Лиги. Всего за клуб сыграл в 4 матчах. В июле 2022 года покинул клуб, расторгнув контракт по соглашению сторон.

### «Фатих Карагюмрюк»
В июле 2022 года присоединился к турецкому клубу «Фатих Карагюмрюк», подписав контракт на 3 года. Начал сезон в клубе как игрок скамейки запасных. Первый матч сыграл за резервную команду против резервистов «Бешикташа». Дебютировал за основную команду клуба 9 октября 2022 года против клуба «Фенербахче», выйдя на замену на 52 минуте. На протяжении сезона футболист оставался преимущественно игроком замены, результативными действиями за клуб не отличившись.
Новый сезон футболист начал с матча 14 августа 2023 года против клуба «Бешикташ», выйдя на замену на 74 минуте.

## Статистика выступлений

### Клубная статистика
| Выступление        | Выступление      | Выступление      | Лига | Лига | Кубки | Кубки | Конт. кубки | Конт. кубки | Итого | Итого |
| Клуб               | Лига             | Сезон            | Игры | Голы | Игры  | Голы  | Игры        | Голы        | Игры  | Голы  |
| ------------------ | ---------------- | ---------------- | ---- | ---- | ----- | ----- | ----------- | ----------- | ----- | ----- |
| Тамбов             | Премьер-лига     | 2020/21          | 2    | 0    | 1     | 0     | —           | —           | 3     | 0     |
| Тамбов             | Итого            | Итого            | 2    | 0    | 1     | 0     | —           | —           | 3     | 0     |
| Олимп-Долгопрудный | ФНЛ              | 2020/21          | 22   | 0    | 1     | 0     | —           | —           | 23    | 0     |
| Олимп-Долгопрудный | Итого            | Итого            | 22   | 0    | 1     | 0     | —           | —           | 23    | 0     |
| Химки              | Премьер-лига     | 2021/22          | 4    | 0    | 1     | 0     | —           | —           | 5     | 0     |
| Химки              | Итого            | Итого            | 4    | 0    | 1     | 0     | —           | —           | 5     | 0     |
| Фатих Карагюмрюк   | Суперлига        | 2022/23          | 19   | 0    | 2     | 0     | —           | —           | 21    | 0     |
| Фатих Карагюмрюк   | Итого            | Итого            | 19   | 0    | 2     | 0     | —           | —           | 21    | 0     |
| Всего за карьеру   | Всего за карьеру | Всего за карьеру | 47   | 0    | 5     | 0     | —           | —           | 52    | 0     |